# Diga di Akhasan
La diga di Akhasan (in turco Akhasan Barajı) è una diga della Provincia di Çankırı in Turchia, costruita fra il 1996 e il 2010.